# Steve Preston
Steven Preston (Janesville, 4 agosto 1960) è un politico statunitense, membro del Partito Repubblicano e Segretario della Casa e dello Sviluppo urbano all'interno dell'amministrazione Bush Jr. dal 2008 al 2009.